# Ommatius rubicundus
Ommatius rubicundus là một loài ruồi trong họ Asilidae. Ommatius rubicundus được Wulp miêu tả năm 1872. Loài này phân bố ở miền Ấn Độ - Mã Lai.